# It's About Time (album de SWV)
Pour les articles homonymes, voir It's About Time.
It's About Time est le premier album de SWV sorti en 1992.

## Pistes
| No  | Titre                           | Durée |
| --- | ------------------------------- | ----- |
| 1.  | Anything                        | 2:50  |
| 2.  | I'm So Into You                 | 4:38  |
| 3.  | Right Here                      | 4:37  |
| 4.  | Weak                            | 4:51  |
| 5.  | You're Always On My Mind        | 5:17  |
| 6.  | Downtown                        | 5:12  |
| 7.  | Coming Home                     | 4:21  |
| 8.  | Give It To Me                   | 4:05  |
| 9.  | Blak Pudd'n                     | 3:45  |
| 10. | It's About Time                 | 4:37  |
| 11. | Think You're Gonna Like It      | 3:19  |
| 12. | That's What I Need              | 4:27  |
| 13. | SWV (In The House)              | 3:00  |
| 14. | Weak (A Cappella)               | 1:22  |
| 15. | Right Here (Human Nature Remix) | 3:49  |